# Montecorvino Pugliano
Montecorvino Pugliano község (comune) Olaszország Campania régiójában, Salerno megyében.

## Fekvése
A megye északnyugati részén fekszik. Határai: Bellizzi, Giffoni Valle Piana, Montecorvino Rovella és Pontecagnano Faiano.

## Története
Első említése a 12. századból származik. A következő századokban nemesi birtok volt. A 19. században nyerte el önállóságát, amikor a Nápolyi Királyságban felszámolták a feudalizmust. Korabeli épületeinek nagy részét az 1980-as hirpiniai földrengés elpusztította.

## Népessége
A népesség számának alakulása:

## Főbb látnivalói
- San Matteo-templom
- San Bernardino-templom